# جون دبليو. هنتر
جون دبليو. هنتر (بالإنجليزية: John W. Hunter)‏ هو سياسي أمريكي، ولد في 15 أكتوبر 1807، وتوفي في 16 أبريل 1900 في بروكلين في الولايات المتحدة. حزبياً، نشط في الحزب الديمقراطي. وقد انتخب عضو مجلس النواب الأمريكي.